# Худяков Сергій Іванович
Сергі́й Іва́нович Худяко́в (1875 — ?) — український художник театру і кіно.

## Життєпис
Через злидні матері (батько помер) не зміг закінчити художню школу. Працював в іконописній майстерні підручним, одночасно в театрі підручним декоратора, що й визначило його подальший фах.
Згодом працював спочатку помічником художника, а потім художником в Одесі в українській трупі Івана Мороза, Онисима Суслова, в єврейському театрі Аврахама Альтера Фішзона.
З 1899 року працював в трупі Марка Кропивницького, згодом протягом 16 років в Народному театрі так званого «попечительства о народной трезвості» в Києві.
Демобілізувавшись з армії 1917 року знову працював в театрах: Інтернаціональний київський театр, театр «Водевиль».
1917—1918 років — художник Національного зразкового театру.
1918—1922 — працював в Державному народному театрі з П. Саксаганським.
Згодом працював в Театрі Перекопської дивізії, в школі молодшого комскладу (до 1923).
З 1923 року — працював на Одеській кінофабриці.
У своїй статті 1937 року приводить статистику щодо оформлених ним картин: з 1923 до 1929 року оформив 19 повнометражних картин, з них 14 — самостійно, з 1929 до 1936 року — 7 картин, 1936—1937 — одну картину.

## Кінофільми
- «Марійка» і «П. К. П.» (1926, у співавторстві з С. Зарицьким)
- Борислав сміється (1927) — спільно з В. Кричевським
- «Двоє» режисера М. Білинського (1928)
- «Бенефіс клоуна Жоржа» (1928)
- «В заметах» або «Завірюха» (1929)
- «За монастирською брамою» (1929)
- «Темне царство» або «Передзвін» (1929)
- «Скринька» режисера Х. Шмаїна (1930)
- «Вибухлі дні» (1930)
- Ніж прадідів тобі дарую (1930)
- Хлопчик з табору (1930)
- Червонці (Червоне козацтво) (1930)
- Свині завжди свині (1931)
- Подія в степу (Клясовий ворог) (1932)
- Велика гра (1934) — спільно з В. Мюллером
- «Смачного!» режисера Х. Шмаїна (1933)
- Партизанська дочка (1934)
- Карлушо, тримайся! (1936), інша назва «Карл Бруннер» — спільно з В. Каплуновським і М. Сучатовою
- «Кондуїт» (1936) — спільно з І. Шпінелем
- «Назар Стодоля» (1936) — спільно з В. Кричевським
- «Дівчина з палуби» («Полундра»), режисери О. Перегуда і Г. Кравченко (1937) — співавторство з В. Мюллером
- «Митько Лелюк» (1938) — спільно з Валеріановим[2]
- «Небеса» режисера Ю. Тарича (1940) — у співавторстві
- «Дочка моряка» режисера Г. Тасіна (1941) — у співавторстві